# Fours, Nièvre
Fours este o comună în departamentul Nièvre din centrul Franței. În 2009 avea o populație de 797 de locuitori.

## Evoluția populației
| An        | 1975 | 1982 | 1990 | 1999 | 2006 | 2009 |
| --------- | ---- | ---- | ---- | ---- | ---- | ---- |
| Populație | 779  | 779  | 734  | 780  | 761  | 797  |